# Teorema della convergenza monotona
In matematica, per teorema della convergenza monotona si identificano diversi teoremi relativi alla convergenza di successioni o serie.

## Successioni di numeri reali
Nel caso di successioni di numeri, il teorema della convergenza monotona afferma che se {\displaystyle \{s_{n}\}} è una successione monotona di numeri reali, allora la successione converge se e solo se è limitata.
La dimostrazione del fatto che se una successione monotona converge allora essa è limitata, viene dal fatto che ogni successione convergente è limitata (i dettagli della dimostrazione sono indicati qui).
L'implicazione inversa, cioè che se una successione monotona è limitata allora essa converge, si dimostra nel modo seguente: prendiamo una successione monotona crescente (nel caso di successioni decrescenti la dimostrazione è analoga) e chiamiamo {\displaystyle I} l'immagine della successione {\displaystyle \{s_{n}\}} . La limitatezza fa sì che esista finito un elemento
{\displaystyle s=\sup I}
tale che per ogni elemento della successione vale {\displaystyle s_{n}\leq s}. Scelto un {\displaystyle \varepsilon >0} arbitrario, esiste un indice {\displaystyle N>0} tale che
{\displaystyle s-\varepsilon <s_{N}\leq s}
perché {\displaystyle s-\varepsilon } non è maggiorante di {\displaystyle I}. Se quindi scegliamo un indice {\displaystyle n\geq N}, la monotonia della successione implica {\displaystyle s_{n}\geq s_{N}} e quindi vale
{\displaystyle s-\varepsilon <s_{n}\leq s.}
Dall'arbitrarietà di {\displaystyle \varepsilon } segue la convergenza di {\displaystyle \{s_{n}\}} a {\displaystyle s}.

## Serie di numeri
Nel caso di serie di numeri, il teorema della convergenza monotona afferma che se per ogni coppia di numeri naturali j e k il numero {\displaystyle a_{j,k}} è reale e non negativo e {\displaystyle a_{j,k}\leq a_{j+1,k}}, allora:
{\displaystyle \lim _{j\to \infty }\sum _{k}a_{j,k}=\sum _{k}\lim _{j\to \infty }a_{j,k}}

## Successioni di funzioni
Nel caso di successioni di funzioni, il teorema della convergenza monotona, anche detto teorema di Beppo Levi, afferma che se {\displaystyle (X,\Sigma ,\mu )} è uno spazio di misura e {\displaystyle \{f_{n}\}} una successione di funzioni misurabili su {\displaystyle \Sigma } tale che:
{\displaystyle 0\leq f_{1}(x)\leq f_{2}(x)\leq \dots \leq \infty \quad \forall x\in X}
{\displaystyle \lim _{n\to \infty }f_{n}(x)=f(x)\quad \forall x\in X}
allora {\displaystyle f} è misurabile in {\displaystyle \Sigma } e:
{\displaystyle \lim _{n\to \infty }\int _{X}f_{n}d\mu =\int _{X}fd\mu \ }
dove l'integrale è di Lebesgue. Si noti che il valore di ogni integrale può essere infinito.

### Dimostrazione
Sia {\displaystyle \{f_{k}\}_{k\in \mathbb {N} }} una successione non decrescente di funzioni misurabili non negative e si ponga:
{\displaystyle f=\sup _{k\in \mathbb {N} }f_{k}}
Per la proprietà di monotonìa dell'integrale, è immediato vedere che:
{\displaystyle \int fd\mu \geq \lim _{k}\int f_{k}d\mu }
Si vuole provare la diseguaglianza nell'altra direzione, cioè:
{\displaystyle \int fd\mu \leq \lim _{k}\int f_{k}d\mu }
Dalla definizione di integrale segue che esiste una successione non decrescente {\displaystyle g_{n}} di funzioni semplici non negative che convergono puntualmente a {\displaystyle f} quasi ovunque e tali che:
{\displaystyle \lim _{k}\int g_{k}d\mu =\int fd\mu }
Perciò basta provare che per ogni {\displaystyle k\in \mathbb {N} } si ha:
{\displaystyle \int g_{k}d\mu \leq \lim _{j}\int f_{j}d\mu }
Si vuole provare che se {\displaystyle g} è una funzione semplice e:
{\displaystyle \lim _{j}f_{j}(x)\geq g(x)}
quasi ovunque, allora:
{\displaystyle \lim _{j}\int f_{j}d\mu \geq \int gd\mu }
Spezzando la funzione {\displaystyle g} nelle sue parti a valori costanti, questo si riduce al caso in cui {\displaystyle g} è la funzione indicatrice di un insieme. Il risultato che si vuole provare è il seguente. Si supponga che {\displaystyle A} sia un insieme misurabile e {\displaystyle \{f_{k}\}_{k\in \mathbb {N} }} sia una successione non descrescente di funzioni misurabili su {\displaystyle A} tali che:
{\displaystyle \lim _{n}f_{n}(x)\geq 1}
per quasi tutti gli {\displaystyle x\in A}. Allora:
{\displaystyle \lim _{n}\int f_{n}d\mu \geq \mu (A)}
Per provare questo risultato si fissi ε > 0 e si definisca la successione di insiemi misurabili:
{\displaystyle B_{n}=\{x\in A:f_{n}(x)\geq 1-\varepsilon \}}
Per la monotonìa dell'integrale, segue che per ogni {\displaystyle n\in \mathbb {N} }  si ha: 
{\displaystyle \mu (B_{n})(1-\varepsilon )=\int (1-\varepsilon )1_{B_{n}}d\mu \leq \int f_{n}d\mu }
Per ipotesi:
{\displaystyle \bigcup _{i}B_{i}=A}
a meno di un insieme di misura 0. Quindi per l'addittività numerabile di {\displaystyle \mu } :
{\displaystyle \mu (A)=\lim _{n}\mu (B_{n})\leq \lim _{n}(1-\varepsilon )^{-1}\int f_{n}d\mu }
Poiché questo è vero per ogni ε positivo, segue la tesi.